# Berthier-Gewehr

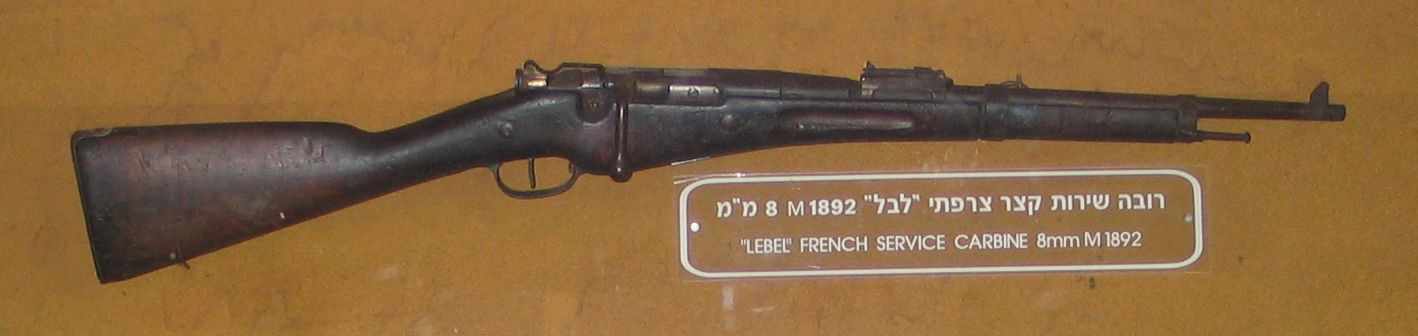
Berthier Karabiner Mle 1892/27 mit 3-Schuss Magazin

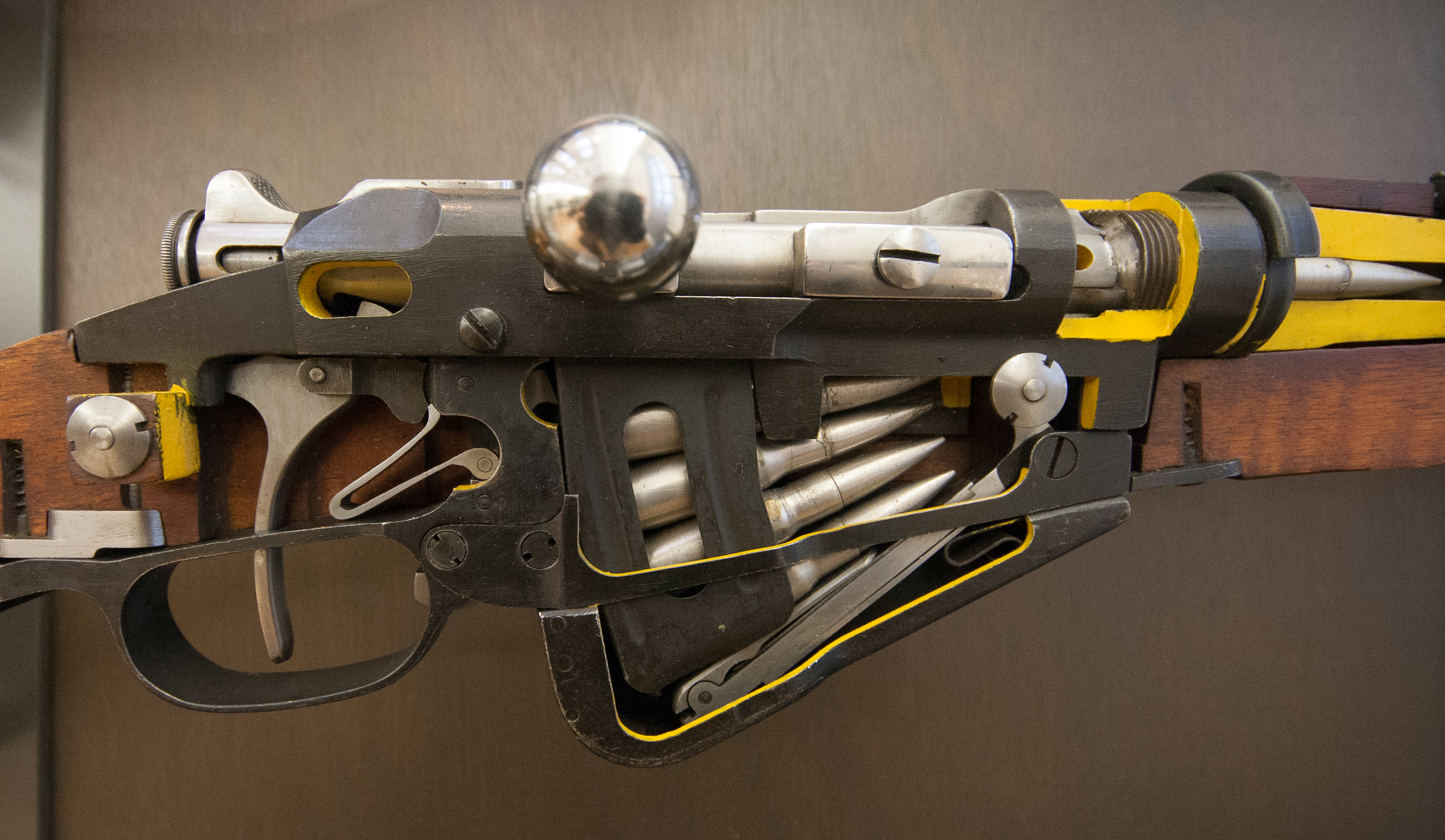
Schnittmodell eines späteren 5-schüssigen Modells, ausgestellt im Museum MAS (Manufacture d’Armes Saint-Étienne)

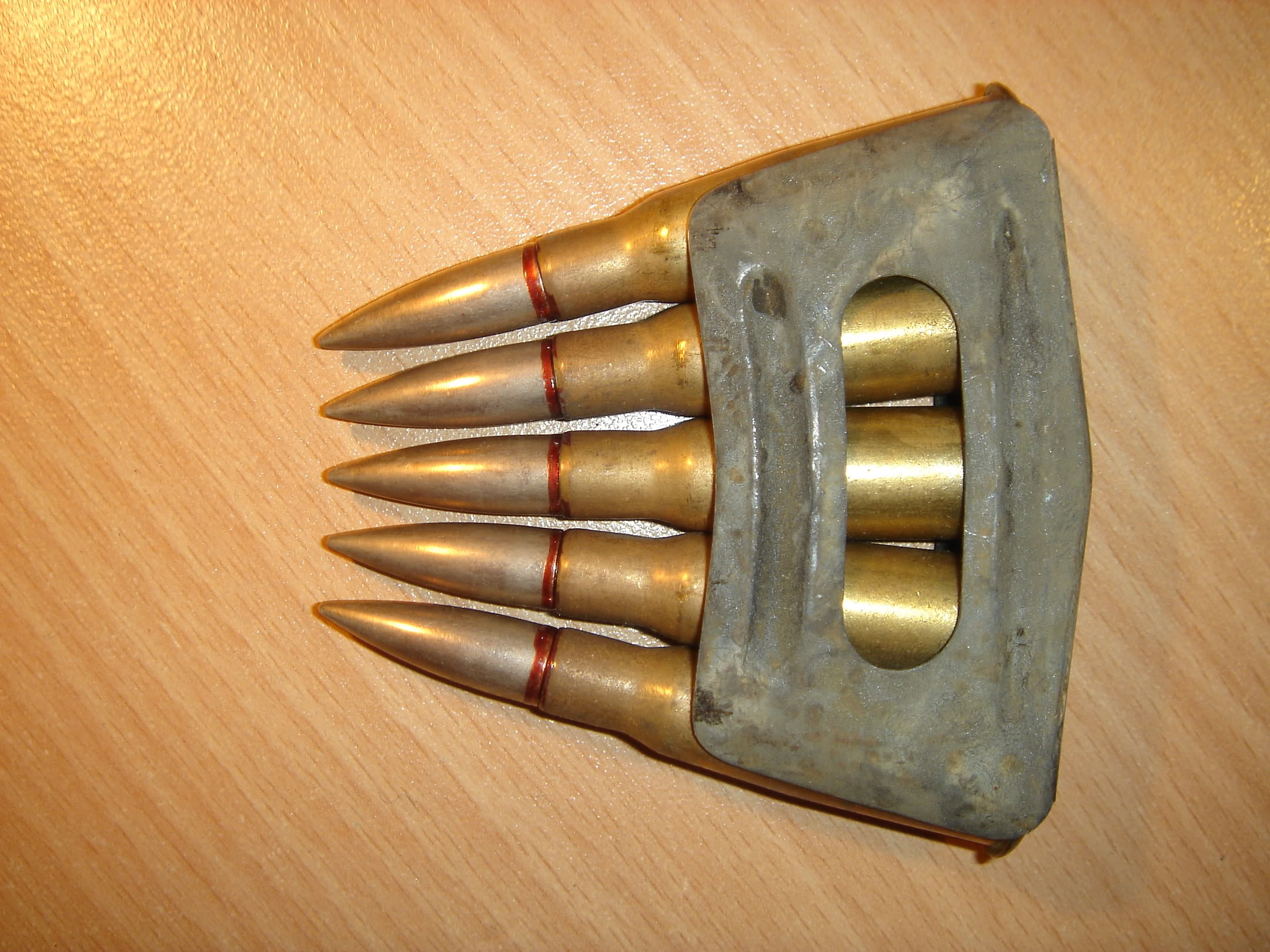
5 Schuss Laderahmen, 8 × 50 mm R Lebel Patronen

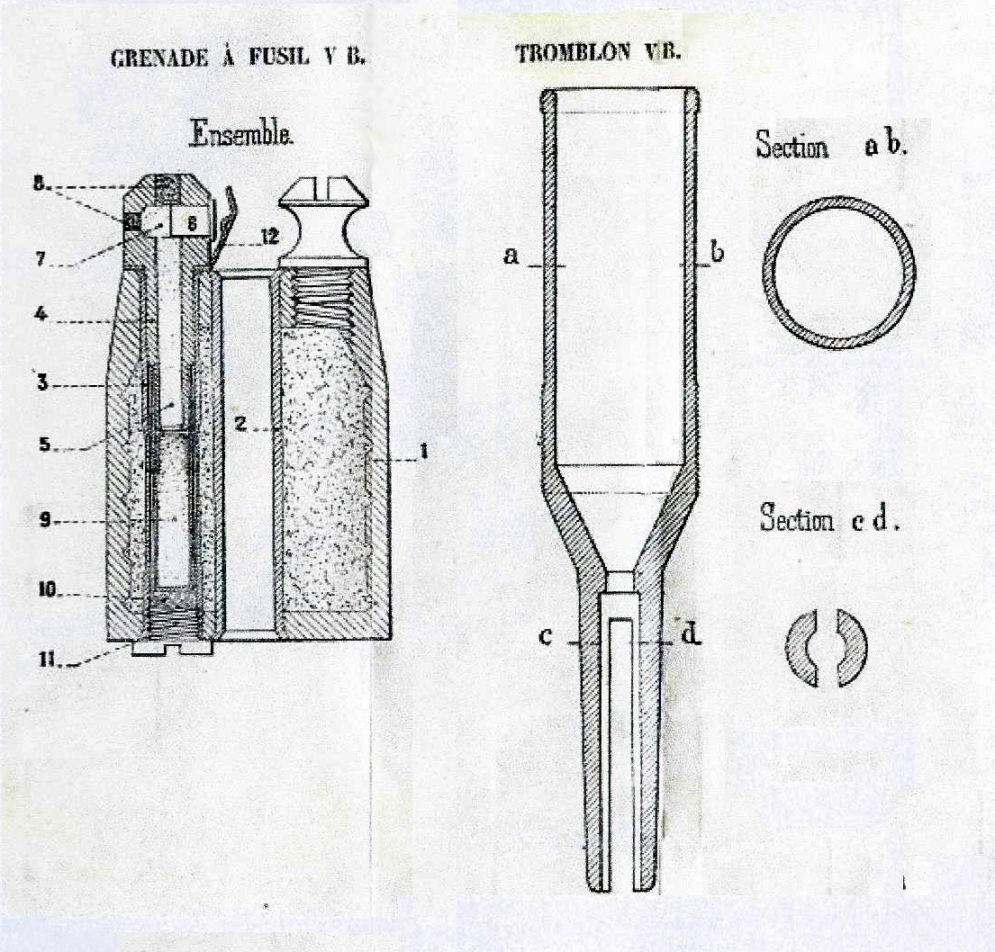
Gewehrgranate VB 1916, Schiessbecher

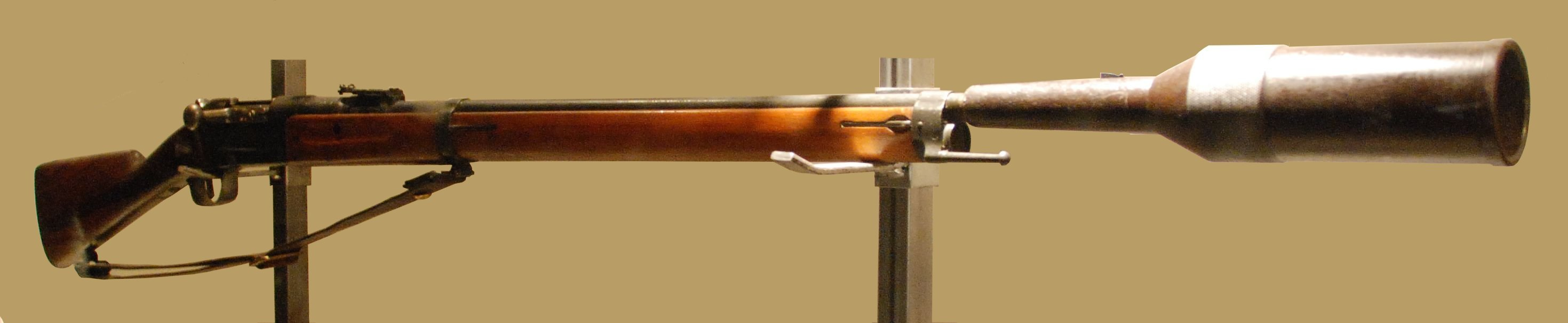
Lebel-Gewehr mit aufgesetztem VB Schiessbecher

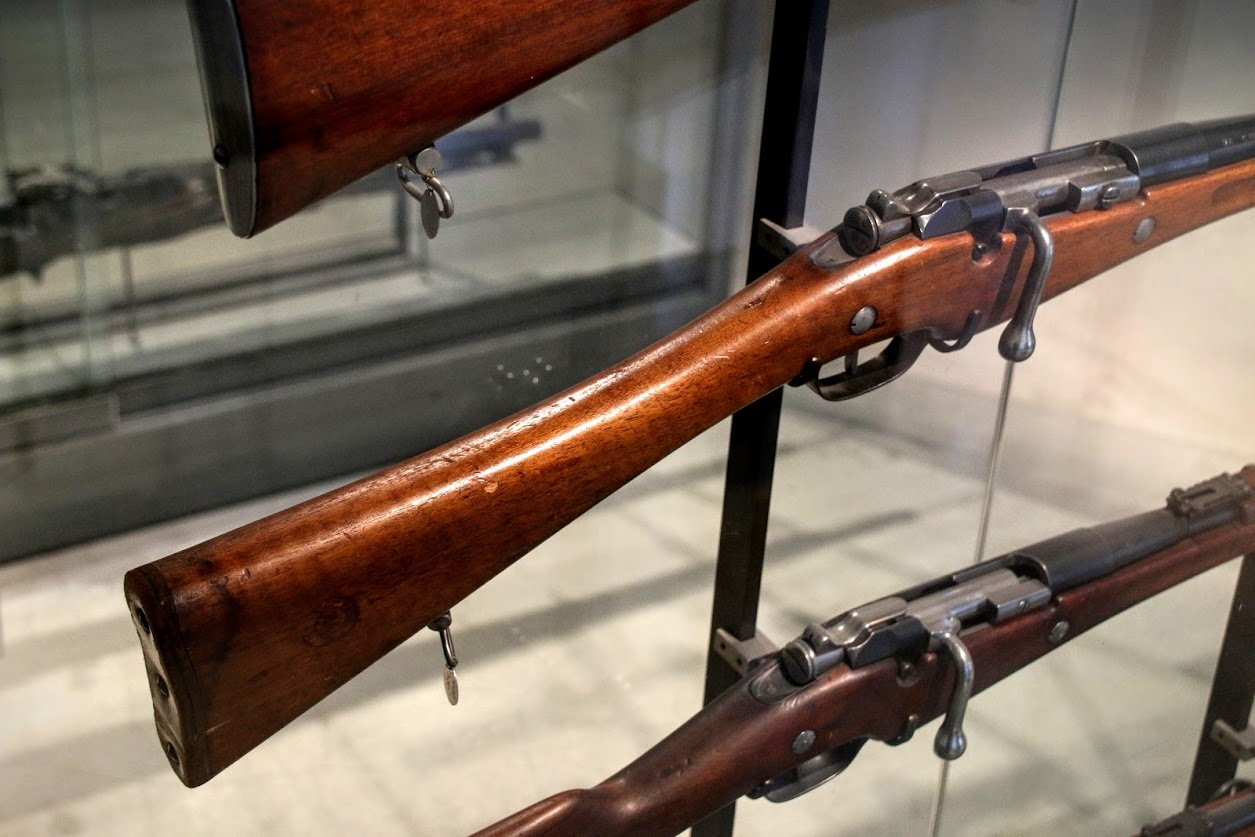
Anschlagkolben des Carabine de Cuirassier Modèle 1890.

Die Berthier-Gewehre und -Karabiner waren eine Weiterentwicklung des Lebel-M1886-Gewehres. Wie das Lebelgewehr hatten sie einen Zylinderverschluss, das Röhrenmagazin wurde durch ein Kastenmagazin ersetzt, das zunächst 3, später 5 Schuss der damaligen französischen Armeepatronen fasste. Sie wurden ab 1890, im Ersten und Zweiten Weltkrieg, später im Indochinakrieg und im Algerienkrieg bis in die 1960er-Jahre eingesetzt.

## Entwicklung, Technik
Nach der Einführung des Repetiergewehres Modell 1888 mit einem Kastenmagazin in Deutschland wurde in Frankreich die Artilleriekommission mit der Weiterentwicklung des Lebel 1886-Gewehres beauftragt. Gleichzeitig entwickelte Lt. Émile André Berthier, ein Bauingenieur der französischen Staatsbahn in Algerien, eine Variante des Lebelgewehres mit einem überarbeiteten Verschluss System Kropatschek, der direkt hinter dem Patronenlager verriegelt und bei dem die Verriegelungselemente gegenüber denen des Lebelgewehrs um 90 Grad versetzt sind (bei geöffnetem Verschluss liegen sie im Unterschied zum Lebel-Gewehr seitlich des Verschlusses). Zum Laden der Waffe war ein Magazin System Mannlicher mit Laderahmen vorgesehen. Da der Entwurf Berthiers dem der Artilleriekommission als überlegen beurteilt wurde, stellte das Atelier de construction de Puteaux (APX) zehn Prototypen der Entwicklung von Berthier her.
Alle in Serie hergestellten Varianten, Karabiner und Infanteriegewehre bis zum Modell 07/15, verschossen die 8×50-mm-Lebel-Patronen und haben Kastenmagazine, welche mit 3-Schuss fassenden Laderahmen geladen wurden. Bei späteren Modellen wurden 5-Schuss Laderahmen verwendet. Die Berthier-Gewehre hatten Klappvisiere, bei denen die auf der Klappe einstellbare Schussweite an die Lauflänge und den Patronentyp der Waffe angepasst war.
Berthier entwickelte später auch Seriefeuerwaffen wie die leichten Maschinengewehre „Fusil Mitrailleur M.1911 und M.1917“.

## Munition
Die ersten Berthiergewehre verschossen die 8×50-mm-R-Lebel-Patrone mit einem Rundkopfgeschoss (balle M). Ab 1898 wurde das Geschoss durch ein Spitzgeschoss (balle D) ersetzt. Mit diesem Projektil mit einem Gewicht von 12,8 g wurde eine höhere Schussweite erreicht. Ab 1932 wurde eine leistungsgesteigerte Patrone (1932N) eingeführt, die nur in späteren, am Laufansatz mit N bezeichneten Berthier-Gewehren verschossen werden konnte. Dadurch erhöhte sich die Anfangsgeschwindigkeit des Geschosses von 630 m/s auf 700 m/s.
Beim Fusil M 1916 konnte ein Schießbecher auf den Lauf aufgesetzt werden, mit dem eine Gewehrgranate, die Grenade à Fusil V.B. verschossen werden konnte. Die Schussdistanz betrug bis 170 m mit einer Splitterwirkung bis 100 m.
Die ab 1934 zum Fusil Mle 1907/15 M 34 abgeänderten Waffen verschossen die randlose 7,5×54-mm-MAS-Patrone.

## Karabiner
Carabine de Cavalerie Modèle 1890 Type 1er: Der erste serienmäßig für die Kavallerie hergestellte Karabiner, Gesamtlänge 945 mm, Lauf 453 mm, Gewicht 3 kg, war mit einem Tragriemen ausgestattet; der Kammerstengel war nach unten gebogen, da die Waffe auf dem Rücken getragen wurde. Zwischen 1890 und 1904 wurden bei der Manufacture d’armes de Saint-Étienne (MAS) und der Manufacture d’armes de Châtellerault (MAC) etwa 200.000 Exemplare hergestellt.
Der Carabine de Cavalerie Modèle 1890 2ème Type war eine revidierte und überarbeitete Variante des ersten Modells.
Carabine de Cuirassier Modèle 1890: Für die Kürassiere (schwere Kavallerie) hergestellte Variante. Gesamtlänge 952 mm, Lauf 453 mm, Gewicht 2,98 Kg. Von dieser Variante wurden bei der Manufacture d’armes de Châtellerault (MAC) 1891 20.000 Exemplare hergestellt.
Carabine de Gendarmerie Modèle 1890: Zur Ausrüstung der Polizeieinheiten wurden zwischen 1891 und 1893 schätzungsweise 50.000 Karabiner Modell 1890 hergestellt, Gesamtlänge 945 mm. Sie hatten eine Aufpflanzvorrichtung für das Säbelbajonett M 1890 (Epée-Baïonnette Mle 1890) mit einer Totallänge von 515 mm.
Mousqueton d’Artillerie Modèle 1892: Die Waffe entsprach bis auf die Aufpflanzvorrichtung für das Säbelbajonett M 1892 dem Carabine de Gendarmerie Mle 1890 und diente anfangs zur Bewaffnung der Marineinfanterie und der Gebirgsartillerie Frankreichs. Später wurden damit auch andere Truppen bewaffnet. Gesamtlänge 945 mm, Lauf 453 mm, Gewicht 3 kg. Gesamthaft wurden bei der MAS und der MAC von 1892 bis 1917 über 600.000 Stück produziert.
Mousqueton Mle. 1892 Modifié 1916 (auch Carabine Berthier modèle 1916): Bei der Waffe handelte es sich um eine Abänderung des Mousqueton d’Artillerie Modèle 1892. Sie wurde neu geschäftet und mit einem Magazin System Mannlicher für 5-Schuss Laderahmen ausgerüstet.

## Infanteriegewehre
Fusil Mle 1902 de Tirailleur Indochinois. Da für die Bewaffnung der Kolonialtruppen nicht das Kriegsministerium, sondern das Kolonialministerium verantwortlich war, wurden die Truppen aus finanziellen Gründen beim Erscheinen des Mle 1886 Lebel-Gewehres nicht neu bewaffnet, sondern behielten das Mle 1874 „Gras“-Gewehr bei. Ab 1901 wurden sie mit einer Version des Carabine de Gendarmerie Mle 1890 mit einem verlängerten Lauf ausgerüstet. Länge der Waffe 1.225 m, Lauf 633 mm, Gewicht 3,6 kg. Auf der Waffe wurde das Epée-Baïonnette Mle 1902 verwendet.
Fusil Colonial Mle 1907. Zur Bewaffnung der Tirailleur Sénégalais in den Französischen Kolonien in Afrika wurde ab 1904 das Fusil Colonial Mle 1907 entwickelt, auch als Fusil de Tirailleur Sénégalais Mle 1907 bezeichnet. Länge der Waffe 1,306 m, Lauf 803 mm, Gewicht 3,81 kg. Auf der Waffe wurde das Epée-Baïonnette Mle 1907 verwendet. Ab 1907 wurden sämtliche Kolonialtruppen, ausgenommen die Tirailleur Indochinois, mit dem Fusil Colonial Model 1907 bewaffnet. Wie bei den Karabinern war der Kammerstengel nach unten gebogen.
Fusil Mle 1907/15 Die Waffe entspricht bis auf Details (modifiziertes Korn und Visier, gerader Kammerstengel) dem Fusil Colonial Mle 1907. Von der Waffe wurden 435 000 Stück hergestellt.
Fusil Modèle 1916: Im Aufbau entsprach die Waffe dem Mousqueton Mle. 1892 Modifié 1916, sie war auch neu geschäftet und mit dem Magazin für 5-Schuss-Laderahmen ausgerüstet. Länge der Waffe 1,306 m, Lauflänge 803 mm, Gewicht 3,81 kg. Als Bajonett wurde das Epée-Baïonnette Mle 1886/1915 verwendet. Beim Fusil M 1916 konnte ein Schießbecher zum Verschiessen von Granaten aufgesetzt werden (Siehe Munition).
Fusil Mle 1907/15 M 34. 1934 wurden 65.000 des Fusil Mle 1907/15 abgeändert, um die neue randlose 7,5×54-mm-MAS-Patrone zu verschießen. Die Lauflänge der abgeänderten Waffe betrug 570 mm, Länge der Waffe 1,08 m, Gewicht 3,68 kg. Das Magazin wurde durch ein 5-schüssiges Magazin System Mauser ersetzt, das mit Ladestreifen geladen werden konnte. Die Visierung wurde an die neue Munition angepasst, die maximale Schussweite der Waffe betrug 900 m.
Fusil Mle 1902 M35. Ab 1935 wurde das Fusil Mle 1902 de Tirailleur Indochinois zum Verschiessen der 7,5×54-mm-MAS-Patrone modifiziert.

## Einsatz der Berthier Waffen
Die Waffen wurden im Türkisch-Griechischen Krieg von 1896/97, im Ersten Weltkrieg, im Rifkrieg (1921–1926) im Spanischen Bürgerkrieg, im Zweiten Weltkrieg, im Indochinakrieg und im Algerienkrieg eingesetzt und in diversen anderen Truppeneinsätzen in den Kolonien Frankreichs bis in die 1960er-Jahre verwendet.